# راتکو جانف
راتکو جانف (مقدونی: Ратко Jанев؛ ۳۰ مارس ۱۹۳۹ – ۳۱ دسامبر ۲۰۱۹) دانشمند فیزیک هسته‌ای اهل جمهوری فدرال سوسیالیستی یوگسلاوی بود.

## زندگی
جانف در ۳۰ مارس ۱۹۳۹ در ساندانسکی در کشور بلغارستان به دنیا آمد. در سنین کودکی، وی به یوگسلاوی مهاجرت کرد و در سال ۱۹۵۷ در همان کشور دبیرستان را به پایان رساند و وارد دانشگاه بلگراد شد. او در سال ۱۹۶۸ از همین دانشگاه مدرک دکترا گرفت. از سال ۱۹۸۶ وی به ریاست واحد اتمی و مولکولی آژانس بین‌المللی انرژی اتمی در وین گماشته شد.
در فاصلهٔ سال‌های ۲۰۰۲ تا ۲۰۰۴ او در دپارتمان فیزیک پلاسما در مرکز پژوهشی یولیش در کشور آلمان کار کرد. تحقیقاتی که وی در زمینهٔ همجوشی هسته‌ای انجام داد، منجر به آن شد که در سال ۲۰۰۴ جایزهٔ پژوهش را از بنیاد الکساندر فون هومبولت دریافت کند.